# Publilia de legibus
La lex Publilia de legibus va ser una antiga llei romana que disposava que el senat romà havia d'autoritzar les lleis que havien de ser votades als comicis centuriats abans de poder iniciar la votació. Està datada l'any 339 aC i va ser proposada pel dictador romà Quint Publili Filó.